# Saudades de Rock
Albums de Extreme
Waiting for the Punchline
(1995) Six
(2023)
Singles
1. Star
Sortie : 2008

Saudades de Rock est le cinquième album studio du groupe de rock américain, Extreme. Il est sorti le  4 août 2008 sur le label Open E Records (USA) et Frontiers Records (Europe) et est produit par Nuno Bettencourt. 

## Historique
Après la séparation du groupe en 1996, chaque musiciens se consacrant à de nouveaus projets, Extreme se réunit d'abord en 2004 pour quelques concerts puis à nouveau en 2006 sans enregistrer de nouvelles chansons. En 2007, nouvelle réunion mais sans le batteur Paul Geary, et annonce de l'enregistrement d'un nouvel album. Geary est remplacé par Kevin Figueiredo qui accompagnait Nuno Bettencourt dans ses divers projets solo.  
L'album est enregistré aux NRG studios de North Hollywood à Los Angeles entre novembre 2007 et avril 2008 et sort en août 2008.
Il se classa à la 78e place du Billboard 200 américain et à la 148e place en France. Le seul single de promotion de l'album, Star n'entra pas dans les classements.

## Liste des titres
| No  | Titre                                                          | Auteur                                               | Durée |
| --- | -------------------------------------------------------------- | ---------------------------------------------------- | ----- |
| 1.  | Star                                                           | Gary Cherone, Nuno Bettencourt                       | 4:11  |
| 2.  | Confortably Dumb                                               | Cherone, Bettencourt                                 | 4:44  |
| 3.  | Learn to Love                                                  | Cherone, Bettencourt, Kevin Figueiredo               | 5:27  |
| 4.  | Take Us Live                                                   | Cherone, Bettencourt                                 | 3:23  |
| 5.  | Run                                                            | Cherone, Bettencourt                                 | 4:40  |
| 6.  | Last Hour                                                      | Cherone, Bettencourt                                 | 5:37  |
| 7.  | Flower Man                                                     | Cherone, Bettencourt                                 | 3:53  |
| 8.  | King of the Ladies                                             | Cherone, Bettencourt, Anthony J. Resta, Carl Restivo | 4:22  |
| 9.  | Ghost                                                          | Cherone, Bettencourt                                 | 4:58  |
| 10. | Slide                                                          | Bettencourt, Figueiredo                              | 4:35  |
| 11. | Interface                                                      | Cherone, Bettencourt                                 | 4:34  |
| 12. | Sunrise                                                        | Cherone, Bettencourt, Figueirido                     | 6:14  |
| 13. | Peace (Saudade)                                                | Cherone, Bettencourt                                 | 6:37  |
| 14. | Americocaine (Demo 1985) (titre bonus de l'édition européenne) | Cherone, Bettencourt, Paul Mangone                   | 3:39  |

## Musiciens
- Gary Cherone: chant
- Nuno Bettencourt: guitares, claviers, percussions, chœurs
- Pat Badger: basse, chœurs
- Kevin Figuerido: batterie, percussions

## Charts
| Pays                       | Durée du classement | Meilleur classement | Date         |
| -------------------------- | ------------------- | ------------------- | ------------ |
| États-Unis (Billboard 200) | 1 semaine           | 78e                 | 30 août 2008 |
| France (SNEP)              | 1 semaines          | 148e                | 2 août 2008  |